# كأس كرواتيا 1993–94
كأس كرواتيا 1993–94 (بالكرواتية: Hrvatski nogometni kup 1993./94.)‏ هو الموسم 3 من كأس كرواتيا. أقيم خلال الفترة 13 أغسطس 1993 وحتى 15 يونيو 1994، وأشرف على تنظيمه اتحاد كرواتيا لكرة القدم، وكان عدد الأندية المشاركة فيه 32، وفاز فيه نادي دينامو زغرب.